# Sourribes
Sourribes – miejscowość i gmina we Francji, w regionie Prowansja-Alpy-Lazurowe Wybrzeże, w departamencie Alpy Górnej Prowansji.

## Demografia
Według danych na rok 1990 gminę zamieszkiwało 116 osób, a gęstość zaludnienia wynosiła 6 osób/km². W styczniu 2015 r. Sourribes zamieszkiwało 178 osób, przy gęstości zaludnienia wynoszącej 9,2 osób/km².